# Protandrena bishoppi
Protandrena bishoppi là một loài Hymenoptera trong họ Andrenidae. Loài này được Crawford mô tả khoa học năm 1916.